# Jhan Mariñez
Jhan Carlos Mariñez Fuente (né le 12 août 1988 à Saint-Domingue, République dominicaine) est un lanceur de relève droitier de baseball.

## Carrière
Jhan Mariñez signe son premier contrat professionnel avec les Marlins de la Floride en 2006.
Durant la saison de baseball 2010, il gradue au niveau Double-A dans l'organisation des Marlins et affiche une moyenne de points mérités de 1,80 avec 10 victoires protégées en 34 sorties lorsqu'il obtient un rappel du grand club.
Il fait ses débuts dans les majeures avec les Marlins le 16 juillet 2010, dans un match face aux Nationals de Washington. Il ne totalise que deux manches et deux tiers lancées en 2010 et affiche une moyenne de points mérités de 6,75 avec une victoire et une défaite. Il est crédité de son premier gain dans le baseball majeur le 19 juillet, malgré une occasion de sauvetage manquée face aux Rockies du Colorado.
Le 28 septembre 2011, Mariñez et le joueur de champ intérieur Osvaldo Martinez passent des Marlins aux White Sox de Chicago en compensation pour le transfert du manager Ozzie Guillén, qui va diriger l'équipe de Floride après avoir brisé son contrat avec Chicago. Il lance deux manches et deux tiers en deux sorties pour les White Sox en 2012 avant de passer l'entière saison 2013 avec un club-école de cette franchise.
Après avoir brièvement joué pour Mud Hens de Toledo, club-école des Tigers de Détroit, au début 2014, il rejoint les Dodgers de Los Angeles le 19 mai de la même année. Il joue dans les mineures avec des clubs affiliés aux Dodgers pour le reste de l'année 2014 et avec des clubs affiliés aux Rays de Tampa Bay en 2015.
Mariñez, qui a joué son dernier match dans les majeures le 29 septembre 2012 avec les White Sox, y revient le 24 avril 2016 avec les Rays de Tampa Bay.
Après 3 matchs joués pour les Rays, son contrat est cédé le 13 mai 2016 aux Brewers de Milwaukee, pour qui il apparaît dans 43 rencontres durant la saison 2016. Il maintient une moyenne de points mérités de 3,18 en 62 manches et un tiers lancées lors de 46 matchs joués en 2016.
Il commence la saison 2017 à Milwaukee puis joue pour les Pirates de Pittsburgh, qui le réclament au ballottage le 19 mai 2017. Il est réclamé au ballottage une nouvelle fois le 10 août 2017, par les Rangers du Texas.